# Perfect Dark (serie)
Perfect Dark es una serie de videojuegos de ciencia ficción creada por Rare y propiedad de Xbox Game Studios. Debutó en 2000 con el lanzamiento del Nintendo 64 juego de disparos en primera persona Perfect Dark. La serie sigue a Joanna Dark, una agente de la agencia del Instituto Carrington, mientras descubre conspiraciones de la corporación rival dataDyne. Además de los videojuegos, la serie se ha expandido a novelas y cómics. Estos complementos de los videojuegos han supuesto un desarrollo significativo del universo ficticio de la serie.

## Medios

### Videojuegos
La serie Perfect Dark debutó en 2000 con el Nintendo 64 juego de disparos en primera persona Perfect Dark. Ambientado en 2023, el juego sigue a Joanna Dark, una agente de la agencia del Instituto Carrington, mientras intenta detener una conspiración de la corporación rival dataDyne que involucra vida y tecnología extraterrestre. Cuenta con un modo de un jugador en el que el jugador debe completar una serie de misiones con ciertas configuraciones de dificultad y una variedad de opciones de multijugador. Un juego diferente, también titulado Perfect Dark, fue lanzado para Game Boy Color poco después. Tiene lugar en 2022 y se centra en los intentos de Joanna de demostrar su valía como agente del Instituto Carrington.
Un segundo juego de disparos en primera persona, Perfect Dark Zero, fue lanzado para Xbox 360 en 2005. Ambientada en 2020, el juego sigue a Joanna como una cazarrecompensas que trabaja con su padre y un pirata informático antes de unirse al Instituto Carrington en un esfuerzo por evitar que dataDyne tome posesión de un artefacto que otorga a las personas poderes sobrehumanos. Además del modo para un jugador, el juego presenta un modo cooperativo en línea y un modo multijugador competitivo. Un remaster del juego para Nintendo 64, también titulado Perfect Dark, fue lanzado para Xbox 360 en 2010. Cuenta con gráficos mejorados y es compatible con el juego en línea.
Un reinicio, también titulado Perfect Dark, tendrá lugar en un mundo del futuro cercano que ha sido destrozado por desastres ecológicos.

### Otros medios

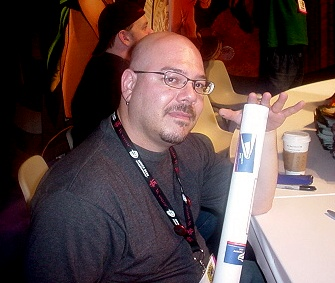
Greg Rucka (en la foto de 2004) escribió dos novelas de Perfect Dark.

Además de los videojuegos, la serie se ha expandido a otros medios, incluidas novelas y cómics. Estos complementos de los videojuegos han supuesto un desarrollo significativo del universo ficticio de la serie. En 2000, dos cómics escritos por Stuart Taylor, entintados por Dave Roberts y coloreados por Alwyn Talbot fueron incluidos en la Guía oficial del jugador del juego de Nintendo 64 por Nintendo Power. El primer cómic, Graduation Day, tiene lugar antes de los eventos del juego de Nintendo 64 y cubre parcialmente la historia del juego para Game Boy Color. El segundo cómic, Hunting Season, se desarrolla un año después de los eventos del juego de Nintendo 64 y sigue a Joanna mientras aprende el programa secreto de clonación humana de dataDyne para crear replicantes de líderes mundiales. En 2001, Fireworks Entertainment adquirió los derechos para producir una serie de televisión y una película, pero ambos proyectos nunca se materializaron.
Se lanzaron un conjunto de novelas publicadas por Tor Books y una serie de cómics publicada por Prima Games para complementar Perfect Dark Zero. La primera novela, Initial Vector, fue escrita por Greg Rucka y publicada en 2005. Está ambientado seis meses después de los eventos del juego y retrata a Joanna como una ex cazarrecompensas involucrada en la batalla del Instituto Carrington con dataDyne a través de su propia vendetta contra las grandes corporaciones. Dado que Rucka no podía jugar a "Perfect Dark Zero" mientras escribía "Initial Vector", la novela es independiente y no revela gran parte de la historia del juego. La novela también desarrolla en mayor medida el personaje Cassandra De Vries del juego para Nintendo 64. Según Rucka: "Si jugaste el primer juego, vas a recibir un gran regalo, porque muchas de las cosas que suceden en Perfect Dark, las preparamos en la novela".
La serie de cómics, Janus' Tears, fue escrita por Eric Trautmann e ilustrada por Cold FuZion Studios. Se publicó en seis números mensuales desde agosto de 2006 hasta enero de 2007 y gira en torno a los intentos de Joanna de desenmascarar a un topo en la oficina de Los Ángeles del Instituto Carrington. Trautmann también escribió un cuadernillo de historietas incluido en la edición limitada de coleccionista de "Perfect Dark Zero", titulado "Hong Kong Sunrise", que prepara el escenario para el juego. Tanto Rucka como Trautmann trabajaron en estrecha colaboración para mantener constante la línea de tiempo de "Perfect Dark". Una segunda novela, Segundo frente, también fue escrita por Rucka y publicada en 2007. Sigue a Joanna mientras intenta detener a un grupo clandestino de piratas informáticos responsables de algunos accidentes importantes que permitieron que dataDyne se hiciera cargo de las corporaciones involucradas.

## Historial de desarrollo
| 2000 | Perfect Dark (N64)    |
| 2000 | Perfect Dark (GBC)    |
| 2001 |                       |
| 2002 |                       |
| 2003 |                       |
| 2004 |                       |
| 2005 | Perfect Dark Zero     |
| 2006 |                       |
| 2007 |                       |
| 2008 |                       |
| 2009 |                       |
| 2010 | Perfect Dark (X360)   |
| 2011 |                       |
| 2012 |                       |
| 2013 |                       |
| 2014 |                       |
| 2015 |                       |
| 2016 |                       |
| 2017 |                       |
| 2018 |                       |
| 2019 |                       |
| 2020 |                       |
| 2021 |                       |
| 2022 |                       |
| 2023 |                       |
| 2024 |                       |
| TBA  | Perfect Dark (reboot) |

La serie Perfect Dark fue creada por Rare cuando la compañía aún era un desarrollador secundario para Nintendo. El juego original, que se lanzó para Nintendo 64 en 2000, se considera un sucesor espiritual del juego de disparos en primera persona de Rare de GoldenEye 007 de 1997. Fue acompañado por un juego portátil para Game Boy Color, lanzado poco después. Ambos juegos cuentan con un modo de compatibilidad que permite que ciertas opciones de juego dentro del juego de Nintendo 64 se desbloqueen alternativamente a través de un Transfer Pak. Inicialmente se planeó desarrollar un juego "hermano" del título de Nintendo 64, titulado "Velvet Dark", para Nintendo 64 o GameCube a finales de 2000, pero el proyecto finalmente se abandonó. El nombre "Velvet Dark" hace referencia a la supuesta hermana de Joanna, que es el personaje del que los jugadores asumen el papel en el modo cooperativo del juego.
Después de que Microsoft comprara Rare en 2002, la compañía lanzó una precuela, Perfect Dark Zero, como título de lanzamiento para Xbox 360 en 2005. El trabajo en una secuela de dos partes del juego de Nintendo 64 comenzó en 2006. Un equipo dirigido por Chris Seavor, que había dirigido Conker's Bad Fur Day, estuvo a cargo del proyecto. En contraste con los temas míticos de Perfect Dark Zero, la secuela presentaría un tono más serio y de ciencia ficción. La primera parte, titulada Perfect Dark Core, seguiría a Joanna viajando por el mundo y visitando lugares como El Cairo y Rusia, antes de aterrizar en la luna de Saturno, Titán, donde Rusia había descubierto una antigua civilización bajo su superficie helada. Volverían personajes del juego original como Elvis y Mr. Blonde. La segunda parte, titulada Perfect Dark Vengeance, seguiría la historia de Core.
Aunque tanto "Core" como "Vengeance" formarían una historia general, cada parte sería un juego independiente con todas las funciones y su propio modo multijugador. Una vez que se lanzó "Core", Rare esperaba utilizar la misma tecnología para acelerar el desarrollo de "Vengeance". Seavor mencionó Deus Ex como inspiración, afirmando que Core "no era tan limitado como algo así como Call Duty  [sic], donde es como, caminar, cinemática, caminar, cinemática. Definitivamente iba a ser, podrías ir aquí y hacer esto aquí, o podrías ir aquí y haz esto aquí. Y luego se reduciría a algo que te llevaría a la siguiente parte". El juego presentaría varias mecánicas de parkour, como saltar desde las paredes, y se jugaría completamente desde una perspectiva de primera persona. El juego estuvo en preproducción durante casi un año. Se canceló en 2007 porque Microsoft sintió que Perfect Dark Zero no se vendió lo suficientemente bien, lo que los llevó a priorizar otras series de ciencia ficción como "Halo" y "Gears of War.
En 2010, se lanzó una remasterización del juego de Nintendo 64 para Xbox 360 a través de su servicio de descarga Xbox Live Arcade. La remasterización fue desarrollada por 4J Studios, una compañía que anteriormente había manejado los ports para Xbox 360 de los juegos de plataformas de Rare Banjo-Kazooie y Banjo-Tooie. En 2013, Rare consideró la posibilidad de desarrollar un juego de Perfect Dark que utilizaría el sensor Kinect. Más tarde, en 2015, el director creativo de Microsoft Studios Ken Lobb dijo que no habían abandonado la serie Perfect Dark y que eventualmente se desarrollaría un nuevo juego, aunque no necesariamente como un juego de disparos en primera persona Tanto Perfect Dark Zero como la remasterización se incluyeron en la compilación Rare Replay que se lanzó para Xbox One en 2015.
En The Game Awards 2020, se anunció que The Initiative está trabajando en un reinicio de Perfect Dark.